# Мария Гогенцоллерн-Зигмаринген
Мария Луиза Александра Каролина Гогенцоллерн-Зигмаринген (нем. Marie Luise Alexandra Karoline von Hohenzollern-Sigmaringen; 17 ноября 1845, Зигмаринген — 26 ноября 1912, Брюссель) — немецкая принцесса, мать короля Бельгии Альберта I.

## Семья
Принцесса Мария Луиза — младшая дочь в семье принца Карла Антона Гогенцоллерн-Зигмарингена и его супруги принцессы Жозефины Баденской. Братом Марии был первый король Румынии Кароль I.

## Брак
Мария рассматривалась как претендентка в супруги принцу Уэльскому Эдуарду, будущему королю Эдуарду VII, но брак не состоялся по религиозным соображениям. Принцесса вышла замуж 25 апреля 1867 года за принца Бельгии Филиппа и получила титул принцессы Бельгийской. Филипп был сыном короля Бельгии Леопольда I и его супруги Луизы Орлеанской.
Супруги имели пятерых детей:
| Имя                           | Рождение        | Смерть          | Примечание                                                            |
| ----------------------------- | --------------- | --------------- | --------------------------------------------------------------------- |
| Бодуэн, принц Бельгии         | 3 июля 1869     | 23 января 1891  | Умер в возрасте 21 года.                                              |
| Генриетта Бельгийская         | 30 ноября 1870  | 28 марта 1948   | вышла замуж за принца Эммануэля Орлеанского.                          |
| Жозефина Мария Бельгийская    | 30 ноября 1870  | 18 января 1871  | умерла в детстве.                                                     |
| Жозефина Каролина Бельгийская | 18 октября 1872 | 6 января 1958   | вышла замуж за принца Карла Гогенцоллерн-Зигмаринген.                 |
| Альберт                       | 8 апреля 1875   | 17 февраля 1934 | Король Бельгии с 1909 года, женился на принцессе Елизавете Баварской. |

## Титулы
- 17 ноября 1845 — 25 апреля 1867 Её Светлость Принцесса Мария Гогенцоллерн-Зигмаринген
- 25 апреля 1867 — 17 ноября 1905 Её Королевское Высочество графиня Фландрии, принцесса Бельгийская
- 17 ноября 1905 — 26 ноября 1912 Её Королевское Высочество Вдовствующая графиня Фландрии, принцесса Бельгийская